# José Machado Duarte Júnior
José Machado Duarte Júnior ComA, (nasceu em 1 de junho de 1880, em Angra do Heroísmo, e morreu em Lisboa no dia 7 de novembro de 1945) foi um administrador colonial português que exerceu o cargo de governador interino na colónia portuguesa subordinado a Macau de Timor português, como Capitão de Infantaria, entre 29 de outubro de 1917 e 18 de março de 1918, tendo sido antecedido por César Augusto Rocha Abreu Castelo como governador interino e sucedido pelo capitão de infantaria, Luís Augusto de Oliveira Franco, como governador interino.
Alistou-se em 11 de junho de 1896. Alferes em 15 de novembro de 1904.  
O capitão de infantaria foi proposto para condecoração com o grau de 3.ª classe da Ordem Militar de Aviz, em Díli, no dia 12 de março de 1918, quando se encontrava no Timor português em comissão extraordinária, desempenhando o cargo de governador interino.  
Casou-se D. Maria de Conceição Levy em 14 de setembro de 1904. Tiveram três filhos: Otília Levy Wakassan Duarte, a Maria Manuela e o Orlando.
O capitão de infantaria chega ao posto de coronel. Exerceu até o dia 4 de janeiro de 1937, quando passou a reserva "por ter sido julgado incapaz do serviço ativo pelo pela Junta Hospitalar de Inspeção devendo ser considerado nesta situações" disse o ministro da Guerra, interino, António de Oliveira Salazar.
É ainda sobre a sua administração que se publica a Carta Orgânica de Timor, que é preparada pelo Ministro das Colónias, Ernesto de Vilhena, em 23 de agosto de 1917, e presidido pelo presidente do Conselho de Ministros, Afonso Costa, e pelo presidente da República, Bernardino Machado, mas que foi publicado no Boletim Oficial do Governo da Província de Timor.